# Joaquim Riera y Bertran
Joaquim Riera y Bertran (Gerona, 1848-Barcelona, 1924) fue un escritor y político español.

## Biografía

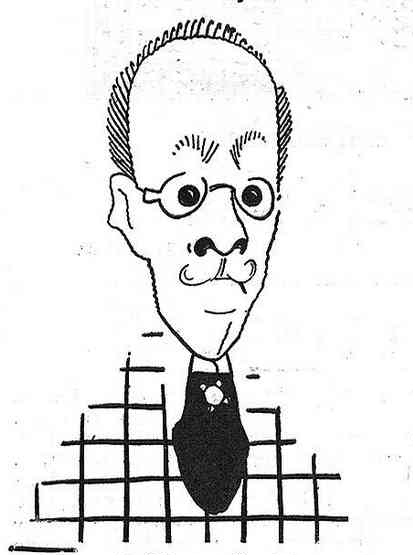
Caricaturizado por Bagaría (1908)

Nació el 24 de enero de 1848 en Gerona. De ideología republicana y catalanista, intentó obtener escaño de diputado durante la Primera República, sin éxito. En 1873 fue elegido alcalde de su ciudad natal y en 1890 nombrado Mestre en Gai Saber en los Juegos Florales de Barcelona.
Entre su producción literaria, no tan destacada como la de otros contemporáneos suyos de la Renaixença, figuran títulos como la novela Tomeu Boncor, además de Historia del siti de Girona o Historia d'un pages, entre otras obras. Falleció el 15 de marzo de 1924 en Barcelona.